# Iris (Monet)
Iris è un dipinto di Claude Monet. Eseguito probabilmente tra il 1914 e il 1917, è conservato nella National Gallery di Londra.

## Descrizione
Per questa vista dall'alto di un sentiero fiancheggiato da iris, Monet usa pennellate decise e violente.